# Gianluca Gaudenzi
Gianluca Gaudenzi (Riccione, 28 dicembre 1965) è un allenatore di calcio ed ex calciatore italiano, di ruolo centrocampista.

## Carriera

### Giocatore
La sua carriera è costellata da numerosi trasferimenti. Inizia nelle giovanili dell'ASAR Riccione, poi due anni al Riccione calcio ancora nelle giovanili. Quindi va al Rimini dove inizia la sua carriera da professionista in C1; dopo una stagione passa al Brescia e in seguito al Livorno, vincendo una Coppa Italia di Serie C, nonché all'Ancona senza trovare molto spazio. Si ferma dunque per due anni a Pescara, collezionando 50 presenze in campionato, celebrando anche l'esordio nella massima serie con la formazione guidata da Giovanni Galeone. Riparte nella stagione 1988-1989 il suo girovagare prima a Monza e poi a Verona dove, in entrambi i casi, è parecchio utilizzato.

Gaudenzi (a sinistra) al Monza, assieme a Pierluigi Casiraghi, nella stagione 1988-1989

Nel 1990-1991 viene acquistato dal Milan. In quest'annata solleva l'Intercontinentale (entrando in campo ad otto minuti dal termine) e la Supercoppa UEFA. Nella stagione 1991-1992 arriva a Cagliari. Dopo una prima annata, nella seconda riesce a conquistare una storica qualificazione UEFA con i rossoblù, collezionando 8 presenze. All'esperienza sarda seguono altre due stagioni col Pescara neo-retrocesso in Serie B, ed una con la Lucchese, dove sfiora la promozione in Serie A: la Lucchese infatti si classifica sesta, e per Gaudenzi le presenze sono 11. Si trasferisce dunque al Modena, dove colleziona 29 presenze in Serie C1, per poi passare l'anno dopo, a campionato in corso, al Cesena. In queste ultime due stagioni con la maglia bianconera, colleziona pochissime presenze e nessun gol.
In carriera ha totalizzato complessivamente 95 presenze e 5 reti in Serie A e 111 presenze e 5 reti in Serie B.

### Allenatore
Terminata la carriera da giocatore, per Gaudenzi è iniziata quella da tecnico. Diventa allenatore di seconda categoria nel 1999.
Nel 2001-2002, alla sua prima esperienza con il Fano, conquista la promozione in Serie C2. Nel 2002-2003 è alla guida dell'Ivrea, a sua volta promosso in Serie C2. Siede sulla stessa panchina anche nella stagione 2003-2004 ed in quella 2004-2005, durante la quale viene esonerato dalla società canavese. Nel 2005-2006 viene chiamato da Tommaso Ghirardi al Carpenedolo e, subentrato in corsa, arriva alla finale dei play-off per la promozione in Serie C1, guadagnandosi la riconferma per la stagione 2006-2007. Nella stagione 2007-2008, precisamente a partire dal 5 dicembre 2007, è il mister della Pro Vercelli, incarico che ricopre fino al mese di ottobre 2008.
Dal 20 aprile 2010 è allenatore della Pro Patria fino al termine della stagione, mentre il 5 aprile 2011 viene nominato tecnico dell'Alma Juventus Fano 1906. Il 19 settembre successivo rassegna le dimissioni.

## Palmarès

### Giocatore

#### Competizioni nazionali
- Coppa Italia Serie C: 1

Livorno: 1986-1987
- Serie C1: 1

Cesena: 1997-1998

#### Competizioni internazionali
- Coppa Intercontinentale: 1

Milan: 1990
- Supercoppa UEFA: 1

Milan: 1990

### Allenatore
- Campionato italiano Serie D: 2

Fano: 2001-2002 (girone E)
Ivrea: 2002-2003 (girone B)